# Martin Guerre (musical)
Martin Guerre è un musical con libretto di Alain Boublil e Claude-Michel Schönberg, colonna sonora di Claude-Michel Schönberg e parole di Alain Boublil, Edward Hardy e Stephen Clark. Il musical è tratto dal film Il ritorno di Martin Guerre di Daniel Vigne (1983).
Il musical debuttò al Prince Edward Theatre di Londra nel 1996 con Iain Glen nel ruolo del protagonista; il musical è rimasto in scena per due anni, vincendo il Laurence Olivier Award al miglior nuovo musical. Altre produzioni sono andate in tournée nel Regno Unito, negli Stati Uniti e in Danimarca nel 1999.